# Ollaberry
Ollaberry – wieś na wyspie Mainland w archipelagu Szetlandów. Znajduje się we wschodniej części półwyspu Northmavine, nad wodami cieśniny Yell Sound.
Historycznie składała się z dwóch miejscowości: Lower Ollaberry oraz Upper Ollaberry.